# Squatina mapama
Squatina mapama — вид акул з родини акулоангелових (Squatinidae).

## Назва
Вид названо на честь Міністерства сільського господарства та рибальства, продовольства та навколишнього середовища Іспанії (ісп. Ministerio de Agricultura y Pesca, Alimentación y Medio Ambiente, скорочено MAPAMA) за підтримку дослідження, яке призвело до відкриття виду.

## Поширення
Вид відомий лише за типовими екземплярами, які були зібрані біля західного карибського узбережжя Панами.